# Gato Barbieri
Leandro "Gato" Barbieri (Rosario, 28 de noviembre de 1932-Nueva York, 2 de abril de 2016) fue un saxofonista de jazz argentino. 
Representante destacado del jazz latino, participó en su juventud en la banda de otro destacado jazzista argentino, Lalo Schifrin. Abordó también en su carrera el jazz de vanguardia, sobre todo en la década de 1960, así como el pop y la fusión a finales de la década de 1970. 
Fue influido por John Coltrane, Pharoah Sanders y Carlos Santana. Su música tiene frecuentemente un tono desgarrado, a base de notas largas y con un volumen elevado.
Se le considera uno de los mejores saxofonistas latinoamericanos de la historia. Entre sus mayores éxitos se encuentran Europa, I Want You y Last Tango in Paris.

## Biografía esencial
A los doce años aprende a tocar el clarinete tras sentirse impresionado por la escucha de "Now's the Time" de Charlie Parker. Se traslada con su familia a Buenos Aires en 1947 y continua recibiendo lecciones de música, cambiándose al saxo alto; hacia 1953 se convierte en una celebridad musical gracias a sus actuaciones en la orquesta de Lalo Schifrin. A finales de la década, comenzó a dirigir sus propios grupos, tocando ya el saxo tenor. Se traslada a Roma en 1962 y luego conoce en París a Don Cherry, uniéndose a su grupo y empapándose del jazz de vanguardia. Tocó también con Mike Mantler's Jazz Composers' Orchestra a finales de la década de 1960.
Ya en la década de 1970, experimenta un cambio musical y se decide por la reincorporación en su música de melodías, instrumentos, armonías, texturas y ritmos sudamericanos, con cuatro excelentes músicos, Enrique "Zurdo" Roizner, Ricardo Lew, Domingo Cura y Adalberto Cevasco. Discos como el directo El Pampero on Flying Dutchman y sus obras para Impulse, con exploraciones de ritmos y texturas brasileñas, afrocubanas y argentinas, le proporcionaron un gran prestigio en el mundo del jazz.
Fue, no obstante, un éxito comercial el que lo llevaría a sus cotas más altas de popularidad: su sensual banda sonora para la película de Bernardo Bertolucci El último tango en París, de 1972. Un contrato con A&M en los Estados Unidos le llevó a realizar discos de fusión entre jazz y el pop a finales de la década de 1970. Se centró luego, a principios de la década de 1980, en un sonido suramericano más intenso e influido por el rock, aunque sus oscilaciones estilísticas son constantes en su carrera.  En 1985 recibió el Premio Konex como uno de los mejores jazzistas de la historia de la Argentina.
Aquejado de serios problemas al corazón y afectado por la muerte de su mujer, Barbieri estuvo inactivo prácticamente a lo largo de toda la década de 1990, pero regresó en 1997, tocando intensamente en el Playboy Jazz Festival de Los Ángeles, grabando a partir de entonces varios discos.
Sufriendo de neumonía y con varios problemas de salud, Leandro Gato Barbieri murió el 2 de abril de 2016, a los 83 años, en un hospital de Nueva York, donde residió durante cuatro décadas. Su segunda esposa Laura Barbei informó del deceso.

## Discografía
Como líder

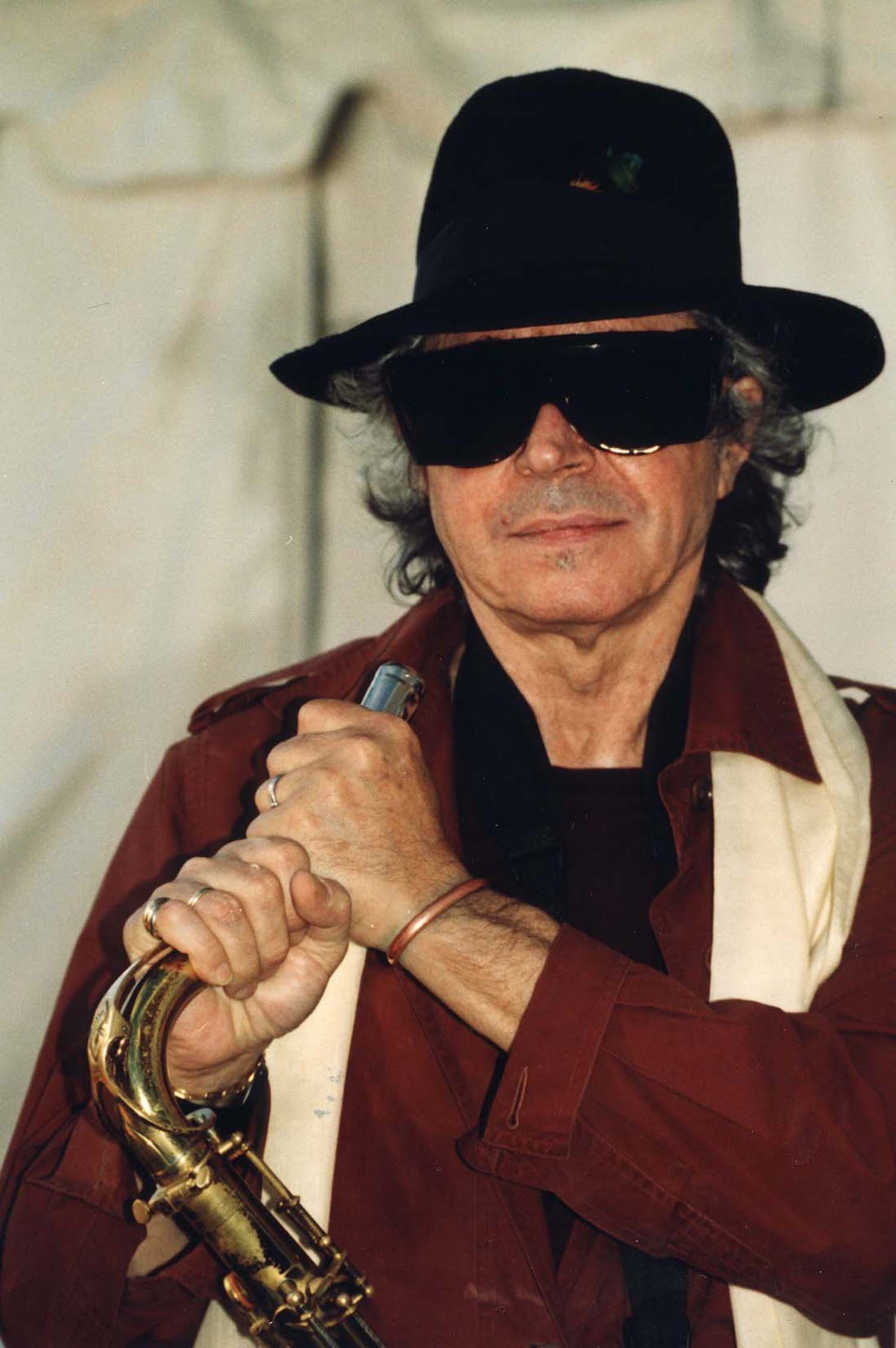
Gato Barbieri, 1999

- In Search of the Mystery (ESP Disk, 1967)
- Obsession (Affinity, 1967, [1978])
- Confluence (Freedom, 1968) con Dollar Brand - reeditado como Hamba Khale! (1974) y I Grandi del Jazz (1976)
- The Third World (Flying Dutchman, 1969)
- Fenix (Flying Dutchman, 1971)
- El Pampero (Flying Dutchman, 1971)
- Under Fire (Flying Dutchman, 1971 [1973])
- Last Tango in Paris (United Artists, 1972)
- Bolivia (Flying Dutchman, 1973)
- Chapter One: Latin America (Impulse!, 1973)
- Chapter Two: Hasta Siempre (Impulse!, 1973)
- Chapter Three: Viva Emiliano Zapata (Impulse!, 1974)
- Yesterdays (Flying Dutchman, 1974)
- Chapter Four: Alive in New York (Impulse!, 1975)
- El Gato (1975) - recopilatorio, incluye un track inédito
- Caliente! (A&M, 1976)
- Passion And Fire (1976)
- Ruby Ruby (1977)
- Tropico (1978)
- Euphoria (1979)
- Bahia (1982)
- Apasionado (1983)
- Para Los Amigos (1984)
- The Third World Revisited (1988) - recopilatorio.
- Qué Pasa (1997)
- Che Corazón (1999)
- The Shadow of The Cat (2002)
- New York Meeting  (2010)

Gato Barbieri en directo en Argentina (BlueArt Records, 2019)
Como acompañante
Con Carla Bley y Paul Haines
- Escalator Over The Hill (JCOA, 1971)
- Tropic Appetites (Watt, 1974)

Con Gary Burton
- A Genuine Tong Funeral (RCA, 1967)

Con Don Cherry
- Togetherness  (Durium, 1965)
- Complete Communion (Blue Note, 1966)
- Live at Jazzhus Montmartre 1966 (1966)
- Symphony for Improvisers (Blue Note, 1966)

Con Charlie Haden
- Liberation Music Orchestra (Impulse!, 1969)

Con la Jazz Composer's Orchestra
- The Jazz Composer's Orchestra (1968)

Con Oliver Nelson
- Swiss Suite (Flying Dutchman, 1971)

Con Alan Shorter
- Orgasm (Verve, 1968)

Con Fania All-Stars
- Social Change (Fania, 1981)

Con Antonello Venditti
- Da Sansiro a Samarcanda

## Filmografía
Intérprete
- La patota (1960) dir. Daniel Tinayre
- Calle 54 (2000) dir. Fernando Trueba

Música
- Dar la cara (1962) dir. José Martínez Suárez
- El perseguidor (1965) dir. Osias Wilenski
- El último tango en París (1972) dir. Bernardo Bertolucci
- La guerra del cerdo (1975) dir. Leopoldo Torre Nilsson
- El poder del fuego (1979) dir. Michael Winner
- El beso de un extraño (1983) dir. Matthew Chapman
- Manhattan by Numbers (1993) dir. Amir Naderi
- Seven Servants (1996) dir. Daryush Shokof

Intérprete de la música
- El perseguidor (1965) dir. Osías Wilenski
- Seven Servants (1996) dir. Daryush Shokof